# あまくさ (多用途支援艦)
あまくさ（ローマ字：JS Amakusa, AMS-4303）は、海上自衛隊の保有する多用途支援艦で、ひうち型多用途支援艦の3番艦。諸外国海軍の航洋曳船（オーシャンタグ）に相当する。
本記事は、本艦の艦暦について主に取り扱っているため、性能や装備等の概要についてはひうち型多用途支援艦を参照されたい。

## 概要
この艦級における艦名は灘の名前に由来しており、「あまくさ」は天草灘に由来する。旧海軍択捉型海防艦「天草」に次いで日本の艦艇としては2代目。
当初は武装を有していなかったが、後に艦橋上両舷に12.7mm機関銃用銃架が設置された。なお、12.7mm機関銃は搭載火器扱いであり、常時銃架に設置されているわけではなく、必要に応じて設置される。
ひうち型は前期建造艦と後期建造艦で装備が異なるが、「あまくさ」は前期建造艦であるため、外洋行動時の運用性・居住性向上のための減揺タンクと、潜水艦に対する訓練支援用の水中通話機が装備されていない。

## 艦歴
「あまくさ」は、中期防衛力整備計画に基づく平成13年度計画980トン型多用途支援艦4303号艦として、ユニバーサル造船京浜事業所で2002年12月3日に起工され、2003年8月6日に進水、2004年3月16日に就役し、佐世保地方隊に編入された。
2009年4月14日から4月27日、長崎県平戸沖漁船転覆事故による行方不明者捜索に参加。
2009年9月20日から9月24日までの間、平成21年台風第8号の影響により発生した漂流木回収のため、鹿児島県種子島西方の馬毛島南方海域に災害派遣される。
2011年3月11日、発生した東日本大震災の災害派遣に参加。
2015年8月17日午前8時頃、下対馬南西120㎞から140kmの東シナ海を北東に航行する瀋陽級駆逐艦「瀋陽」、ソブレメンヌイⅡ級ミサイル駆逐艦「泰州」、江凱型フリゲート「臨沂」、「衝陽」、071型揚陸艦「長白山」、玉亭Ⅱ級揚陸艦「雲霧山」、福池型補給艦「太湖」による艦隊を確認した。その後、当該艦隊が対馬海峡を北上して日本海に出たことを確認するまでの間、所要の情報収集・警戒監視を行った。
2016年4月14日と4月16日に発生した熊本地震の災害派遣に参加。
2017年4月3日、地方隊の部隊改編により、佐世保地方隊直轄から佐世保警備隊隷下に編成替え。
2021年10月11日13時頃、対馬の南西約320 kmの海域において、同海域を北東進する中国海軍のレンハイ級駆逐艦1隻、ルーヤンIII級駆逐艦1隻、ジャンカイII級フリゲート2隻、フチ級補給艦1隻、ダラオ級潜水艦救難艦1隻による艦隊を確認した。その後、当該艦隊が対馬海峡を北東進し日本海に出たことを確認するまでの間、海上自衛隊第13護衛隊所属「じんつう」、第4航空群および第1航空群所属のP-1哨戒機と共に所要の情報収集・警戒監視を行った。
2024年9月7日2時頃 対馬の南西約130  kmの海域において、同海域を北東進する中国海軍ドンディアオ級情報収集艦1隻を確認、当該艦艇が対馬海峡を北東進し、日本海へ向けて航行したことを確認した。
また、同日午後8時頃、対馬の南西約130  kmから160  kmの海域において、同海域を北東進する中国海軍のレンハイ級駆逐艦1隻、フチ級補給艦1隻、ルーヤンIII級駆逐艦1隻、ジャンカイII級フリゲート1隻の計4隻を確認した。
その後、当該艦隊が対馬海峡を北東進し日本海に出たことを確認するまでの間、海上自衛隊第1航空群所属のP-1哨戒機(鹿屋)と共に警戒監視・情報収集を行った。

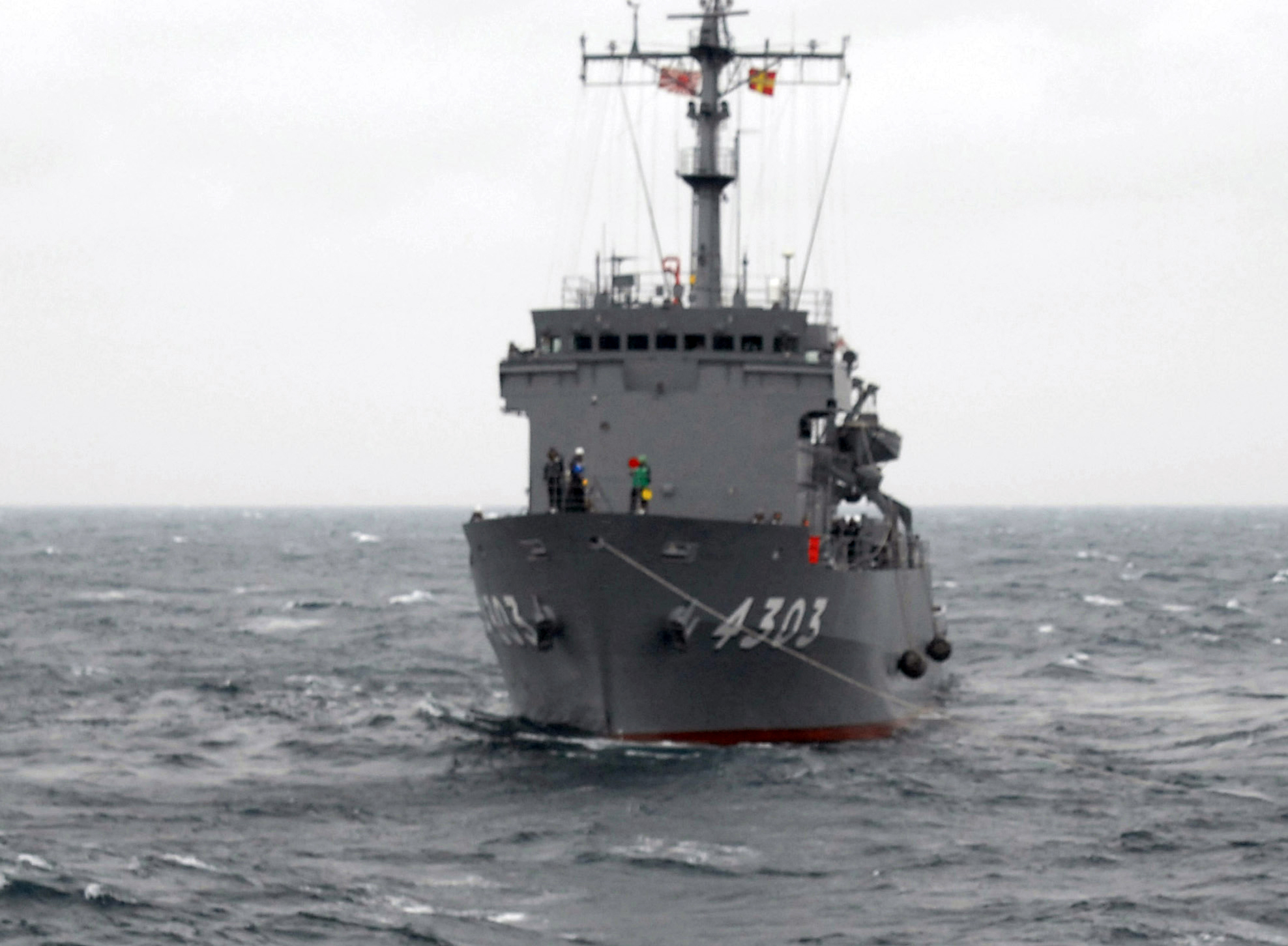
太平洋で曳航訓練中
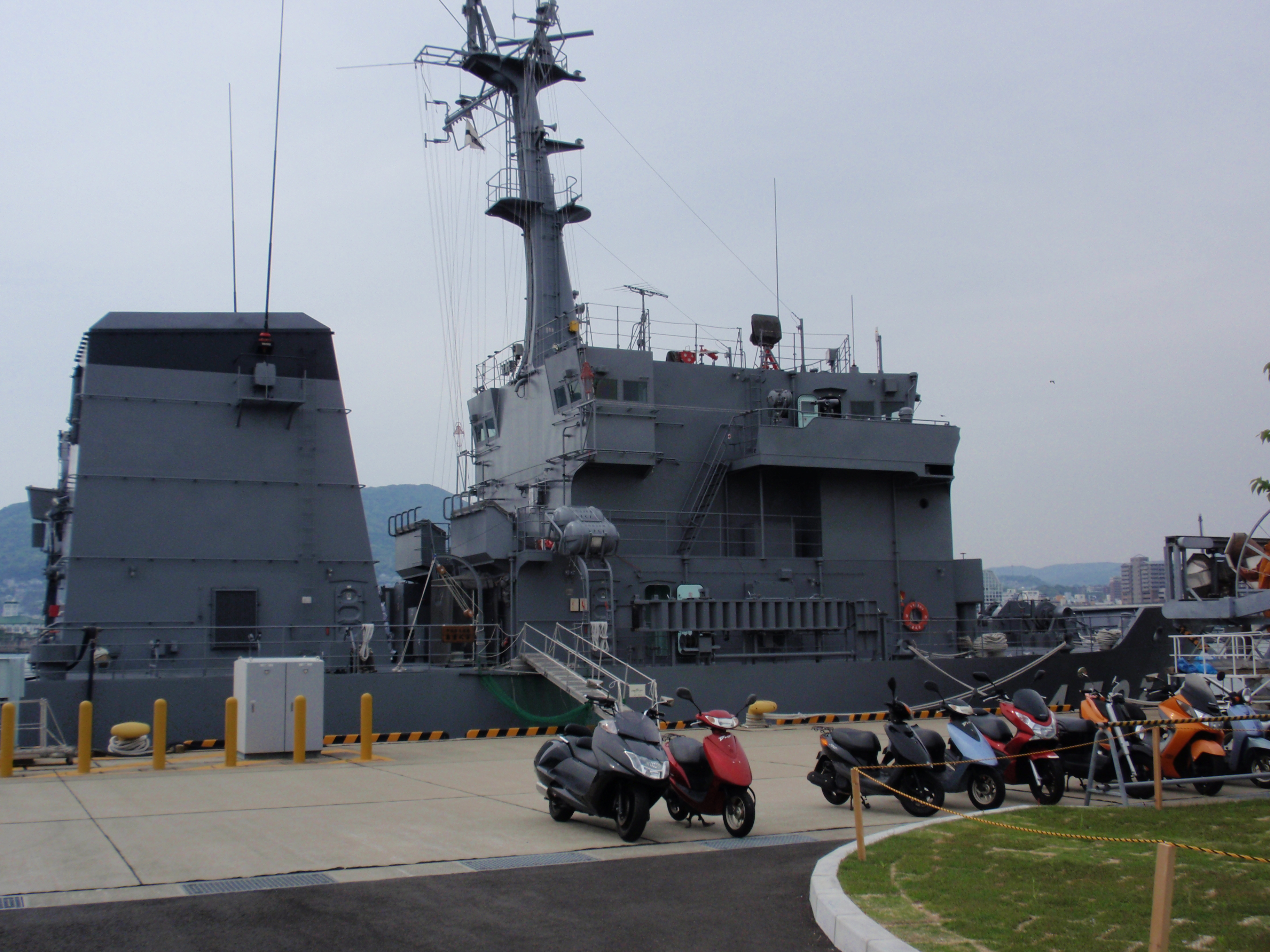
佐世保・倉島岸壁にて